# Crossoglossa
Crossoglossa là một chi thực vật có hoa trong họ, Orchidaceae.